# 52nd Fighter Wing
Le 52nd Fighter Wing (52nd FW, 52e Escadre de chasse) est une unité de chasse de l'United States Air Forces in Europe basée à Spangdahlem Air Base en Allemagne.

## Organisation actuelle
52nd Operations Group (52 OG)
- 52nd Operations Support Squadron (52 OSS)
- 480th Fighter Squadron (480 FS)
- 606th Air Control Squadron (606 ACS)

52nd Maintenance Group (52 MXG)
- 52nd Aircraft Maintenance Squadron (52 AMXS)
- 52nd Maintenance Operations Squadron (52 MOS)
- 52nd Equipment Maintenance Squadron (52 EMS)
- 52nd Component Maintenance Squadron (52 CMS)

52nd Medical Group (52 MDG)
- 52nd Aerospace Medicine Squadron (52 AMDS)
- 52nd Dental Squadron (52 DS)
- 52nd Medical Operations Squadron (52 MDOS)
- 52nd Medical Support Squadron (52 MDSS)

52nd Mission Support Group (52 MSG)
- 52nd Civil Engineer Squadron (52 CES)
- 52nd Communications Squadron (52 CS)
- 52nd Contracting Squadron (52 CONS)
- 52nd Force Support Squadron (52 FSS)
- 52nd Logistics Readiness Squadron (52 LRS)
- 52nd Security Forces Squadron (52 SFS)
- 470th Air Base Squadron (470 ABS) NATO Air Base Geilenkirchen, Allemagne

52nd Munitions Maintenance Group (52 MMG) (dépôt d'armes nucléaires)
- 701st Munitions Support Squadron (701 MUNSS) Kleine Brogel Air Base, Belgique
- 702nd Munitions Support Squadron (702 MUNSS) Büchel Air Base, Allemagne
- 703rd Munitions Support Squadron (703 MUNSS) Volkel Air Base, Pays-Bas
- 704th Munitions Support Squadron (704 MUNSS) Ghedi Air Base, Italie

## Historique

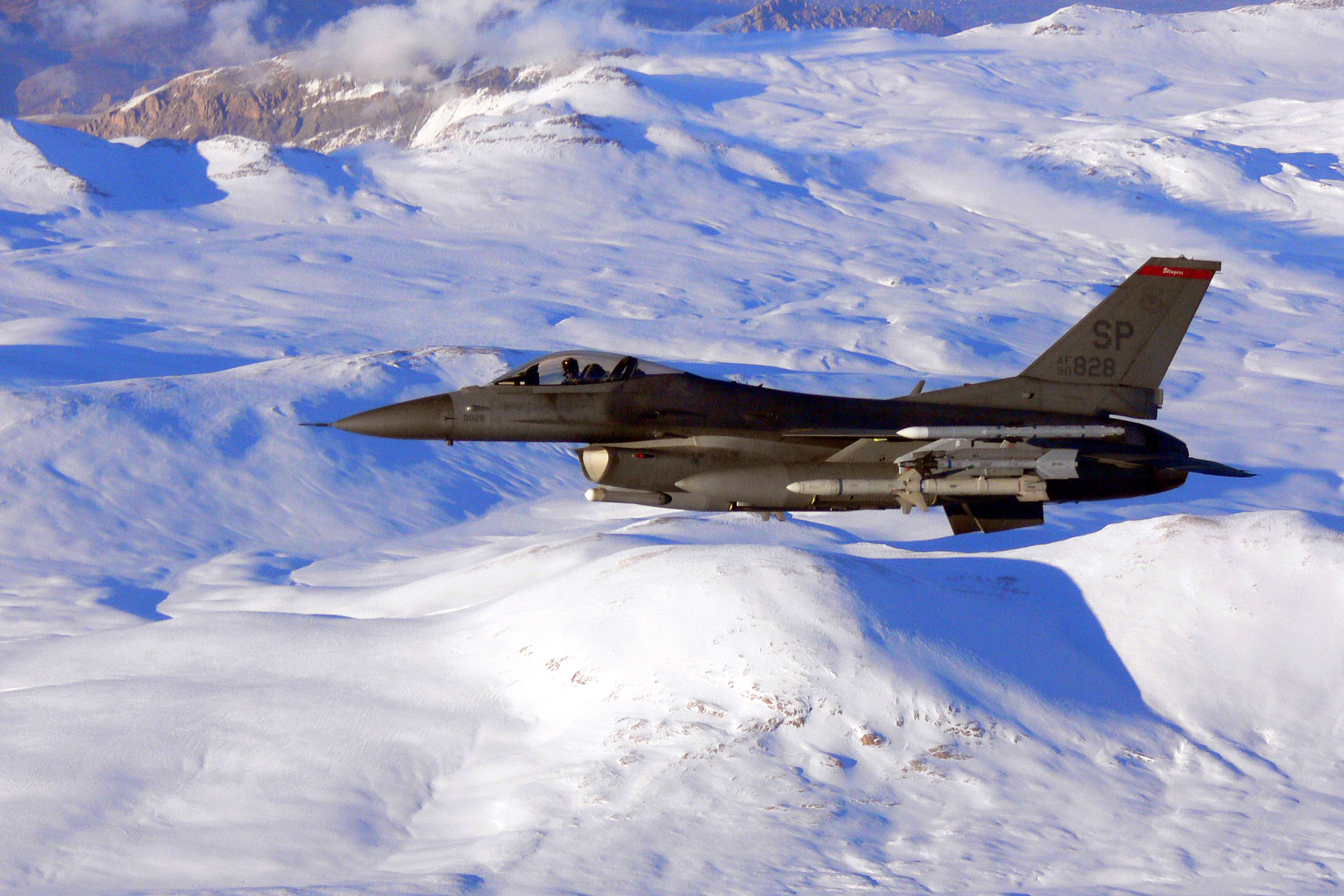
F-16C du 22nd Fighter Squadron en vol au-dessus de la Turquie

- 10 mai 1948 : création du 52nd Fighter Wing, All Weather
- 9 juin 1948 : activation du 52nd Fighter Wing, All Weather
- 20 janvier 1950 : devient le 52nd Fighter All Weather Wing
- 1er mai 1951 : renommé 52nd Fighter Interceptor Wing
- 6 février 1952 : dissolution
- 11 avril 1963 : activation en tant que 52nd Fighter Wing (Air Defense)
- 1er juillet 1963 : organisation
- 30 septembre 1968 : dissolution
- 31 décembre 1971 : activation en tant que 52nd Tactical Fighter Wing
- 1er octobre 1991 : prend la dénomination actuelle de 52nd Fighter Wing

## Bases
- Mitchell Field, NY : 10 mai 1948 - 3 octobre 1949
- McGuire AFB, NJ : 4 octobre 1949 - 6 février 1952
- Suffolk County AFB, NY : 1er juillet 1963 - 30 septembre 1968
- Spandgdahlem AB : 31 décembre 1971 -

## Affectations
- 1st Air Force : 9 juin 1948 - 31 août 1950
- Eastern Air Defense Force : 10 novembre 1949 - 31 août 1950 (attaché) - 1er septembre 1950 - 6 février 1952
- Air Defense Command : 11 avril 1963 - 30 juin 1963
- New York Air Defense Sector : 1er juillet 1963 - 31 mars 1966
- 21st Air Division : 1er avril 1966 - 30 novembre 1967
- 35th Air Division : 1er décembre 1967 - 30 septembre 1968
- 17th Air Force : 31 décembre 1971 - 31 mai 1985
- 65th Air Division : 1er juin 1985 - 30 juin 1991
- 17th Air Force : 30 juin 1991 - 30 septembre 1996
- 3rd Air Force : 30 septembre 1996 -

## Composantes

### Groups
- 52nd Fighter Group :  9 juin 1948 - 6 février 1952
- 52nd Operations Group :  31 mars 1992 -

### Squadrons

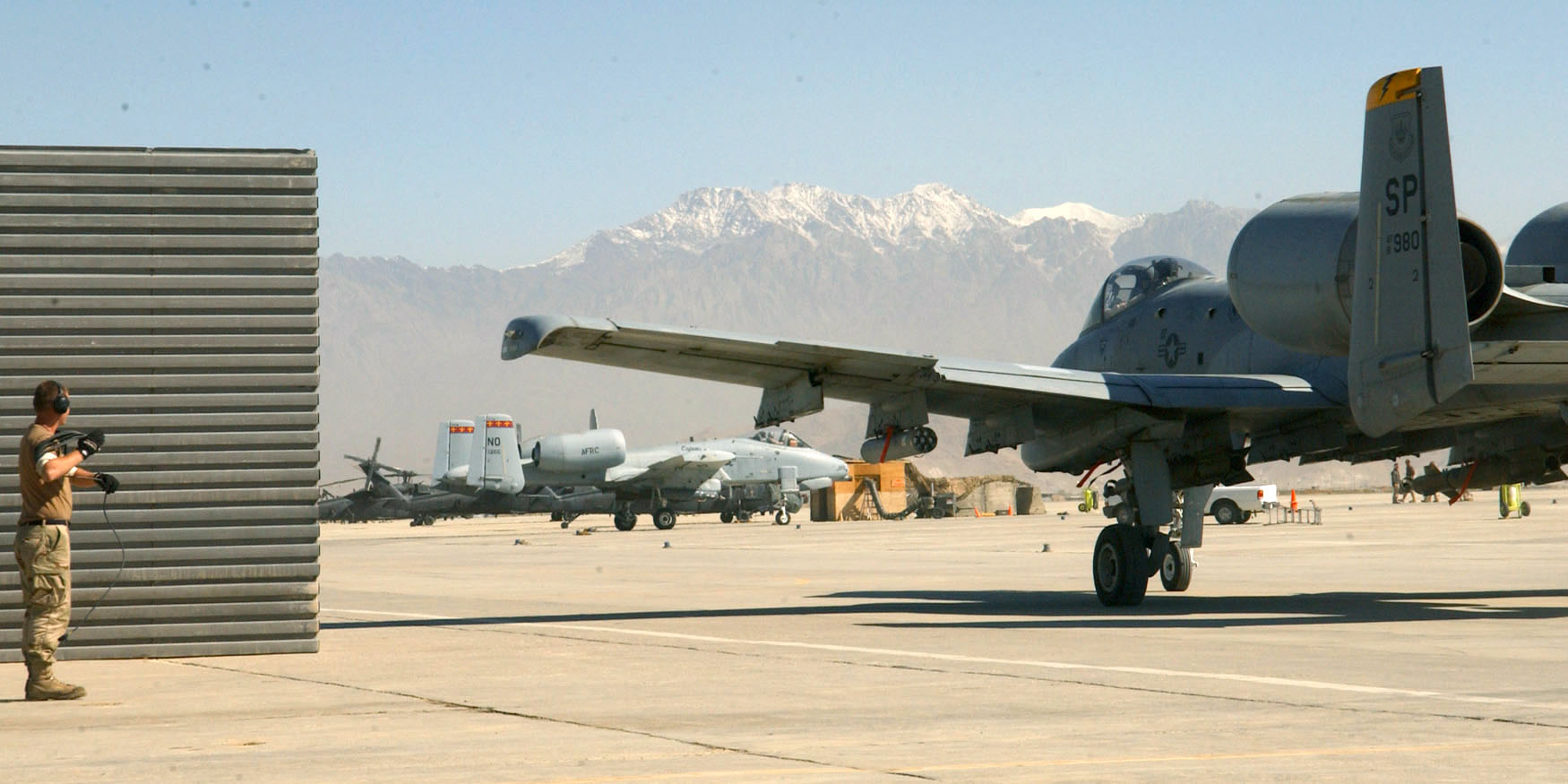
A-10A du 81st Expeditionary at Bagram AFB

- 2d Fighter Interceptor Sqdn : 9 juin 1963 - 30 septembre 1968
- 22nd Fighter Sqdn : 1er avril 1994 - 13 août 2010
- 23rd Tactical Fighter Sqdn : 31 décembre 1971 - 30 septembre 1991
- 23rd Fighter Sqdn : 30 octobre 1991 - 13 août 2010
- 39th Tactical Electronic Warfare Sqdn : 31 décembre 1971 - 1er janvier 1973
- 58th Tactical Fighter Sqdn : 8 août 1975 - 22 août 1975 (attaché)
- 81st Tactical Fighter Sqdn : 15 janvier 1973 - 30 septembre 1991
- 81st Fighter Sqdn : 30 octobre 1991 - actif
- 98th Fighter Interceptor Sqdn : 1er juillet 1963 - 30 septembre 1968
- 105th Fighter Interceptor Sqdn : 1er avril 1951 - 6 février 1952 (attaché)
- 334th Tactical Fighter Sqdn : 9 septembre 1975 - 23 septembre 1975 (attaché)
- 335th Tactical Fighter Sqdn : 11 juillet 1975 - 25 juillet 1975 (attaché)
- 356th Tactical Fighter Sqdn : 29 août 1976 - 20 septembre 1976 (attaché)
- 457th Tactical Fighter Sqdn : 13 août 1977 - 27 août 1977 (attaché)
- 480th Tactical Fighter Sqdn : 15 novembre 1976 - 30 septembre 1991
- 480th Fighter Sqdn : 1er octobre 1991 - 31 mars 1992 puis du 13 août 2010 à aujourd'hui (actif)
- 510th Fighter Squadron : 1er octobre 1992 - 1er février 1994
- 562nd Tactical Fighter Sqdn : 12 août 1977 - 30 août 1977 (attaché)

## Appareils

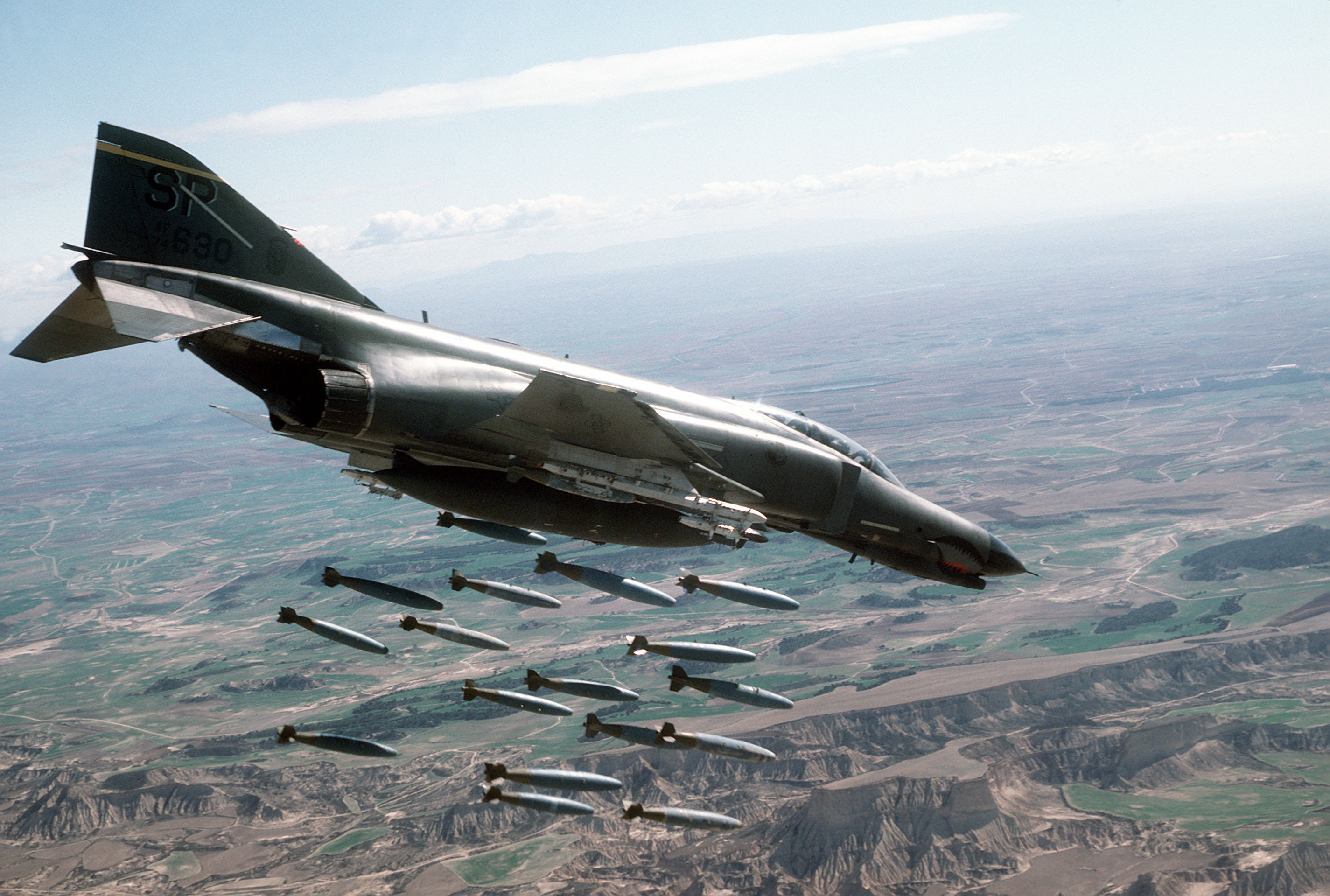
F-4E du 81st TFS lâchant 18 bombes Mark-82 lors d'exercices en 1986.

- Northrop P-61 Black Widow : 1947-1948
- North American F-82 Twin Mustang : 1948-1952
- F-94 Starfire : 1950-1952
- Republic F-47 Thunderbolt : 1951-1952
- McDonnell F-101 Voodoo : 1963-1968
- Douglas EB-66 : 1971-1972
- McDonnell F-4C/D/E/G : 1971-1994
- Martin EB-57 : 1974-1975
- Vought A-7D Corsair II : 1976
- Republic F-105 Thunderchief : 1976-1977
- General Dynamics/Lockheed F-16A/B/C/D : 1987-
- Fairchild A/OA-10A : 1992-
- McDonnell F-15C/D : 1994-1999